# Патер, Антуан-Жозеф
Антуан-Жозеф Патер (фр. Antoine Joseph Pater; 27 февраля 1670, Валансьен — 24 февраля 1747) — французский живописец и скульптор академического направления. Основатель семьи потомственных художников. Отец живописца Жана-Батиста Патера, ученика Антуана Ватто. Брат Антуана-Жозефа, Жак Патер (1671—1702), был живописцем, а брат Жана-Батиста Патера Младшего — Жан-Франсуа (1700 — ?) — скульптором.

## Биография

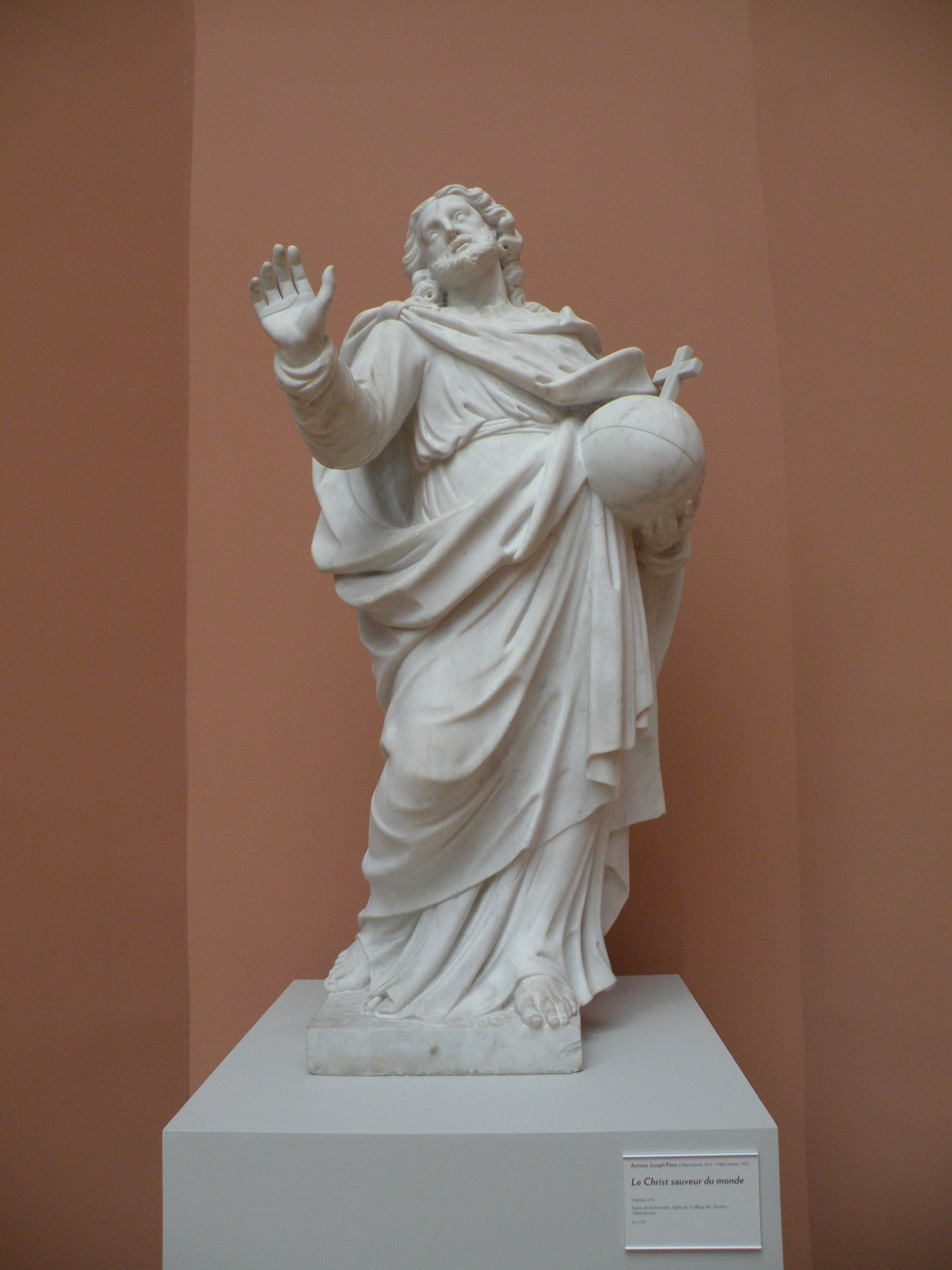
Христос Спаситель мира. 1717. Мрамор. Музей изящных искусств, Валансьен

О жизни художника известно крайне мало. В 1693 году, получив степень мастера, Антуан-Жозеф Патер создавал торговые вывески, надгробия, украшения органов и алтарей.
Он женился на Жанне Элизабет де Фонтен, которая родила ему сына, будущего художника Жана-Батиста Патера, первым учителем которого он стал. Его ученик Жак Сали изваял его бюст, а Франсуа Ватто, внучатый племянник Антуана Ватто, который был учителем его сына, написал его портрет. Историк искусства Уолтер Патер выдвинул идею о том, что Ватто мог быть его учеником, но не представил никаких доказательств.